# Catarhoe tadzhikaria
Catarhoe tadzhikaria là một loài bướm đêm trong họ Geometridae.